# Arachidonat-5-Lipoxygenase
Arachidonat-5-Lipoxygenase (5-LO) ist das Enzym, das Arachidonsäure in zwei Schritten zu dem Eicosanoid Leukotrien A4 oxidiert. Mit dieser Reaktion beginnt die Biosynthese der stabileren Leukotriene B4 bis E4, die als Hormone in Säugetieren agieren. In Pflanzen wird anstelle von Arachidonsäure die Linolsäure oxidiert. Entsprechend kommt 5-LO in Säugetieren und Pflanzen vor. Beim Menschen ist sie in allen Gewebetypen zu finden.
Das Enzym gehört zu den Lipoxygenasen.
Das Säugetierenzym benötigt das FLAP-Protein (Arachidonat-5-Lipoxygenase-aktivierendes Protein) für die Funktion. Varianten von FLAP und von 5-LO sind beim Menschen für erhöhtes Risiko für Schlaganfall und Herzinfarkt bzw. Atherosklerose verantwortlich. Die Expression von 5-LO ist in mehreren Tumorzelllinien hochreguliert und möglicherweise dort mit der Neubildung von Blutgefäßen assoziiert. Aus diesen Gründen ist 5-LO ein Target für die Behandlung von Herz-Kreislauferkrankungen und Krebs.

## Katalysierte Reaktionen
+ O2 →

 →  + H2O
Arachidonsäure wird zum Peroxid 5-HpETE oxidiert, das sich zum Epoxid Leukotrien A4 zersetzt.